# Mikroregion Boa Vista

Mikroregion Boa Vista

Mikroregion Boa Vista – mikroregion w brazylijskim stanie Roraima należący do mezoregionu Norte de Roraima. Ma powierzchnię 68.483,9 km²

## Gminy
- Alto Alegre
- Amajari
- Boa Vista
- Pacaraima